# Lewocza
Lewocza (słow. Levoča, węg. Lőcse, niem. Leutschau, łac. Leutsovia) – miasto powiatowe we wschodniej Słowacji, w kraju preszowskim, w historycznym regionie Spisz.
Miasto leży na wysokości 570 m n.p.m. w Kotlinie Hornadzkiej, u południowych podnóży Gór Lewockich, nad rzeczką Levočsky potok. Liczba mieszkańców miasta wynosi 14 830 osób (spis ludności z 21 maja 2011), powierzchnia miasta – 114,767 km². Dzieli się na dzielnice:
1. Levoča (centrum),
2. Levočská Dolina (niem. [Leutschauer] Tal),
3. Levočské Lúky (niem. Schießplatz),
4. Závada (niem. Tscherneblod).

Lewocza leży przy głównej słowackiej drodze krajowej nr 18 (D1, międzynarodowej E50), między Popradem a Preszowem. W Lewoczy kończy się odnoga linii kolejowej z Koszyc i Preszowa do Popradu, odbijająca od tej linii w Spiskiej Nowej Wsi.
W mieście rozwinął się przemysł włókienniczy oraz drzewny.

## Historia
Ślady osadnictwa w okolicach miasta pochodzą z epoki kamienia. Już w XI w. w okolicy dzisiejszej Bramy Koszyckiej, istniał murowany romański kościółek pw. Świętego Ducha. Pierwsze – słowiańskie – osady w miejscu dzisiejszej Lewoczy powstały jeszcze przed XII w. co wiadomo stąd, że już wtedy handlowały z Krakowem, miastami Hanzy i Wenecją. W połowie XII w. król węgierski Gejza II osiedlił w tym rejonie osadników niemieckich, głównie z Saksonii. Osady te uległy niemal zupełnemu zniszczeniu wskutek najazdów mongolskich w latach 1241–1242: Po pierwszym napadzie Tatarów (1241), jak podaje spiski kronikarz, Sasi spiscy, którzy schronili się przed nimi wraz z żupanem spiskim Jordanem na górę Hledońską (ob. Letanovce), opuścili r. 1245 to schronienie dla braku wody i (…) nad pot. Lewockim, w miejscu gdzie dawniej na wzgórzu dąbrowa się rozpościerała, założyli osadę Lewoczą dziś zwaną. W ramach rekolonizacji prowadzonej głównie przez rodziny Berzeviczych, Mariassych i Görgöyów, ziemie spiskie odżywają znów dzięki napływowi Sasów. Na terenie Lewoczy niemieccy koloniści założyli trwałą osadę, o której pierwsza pisemna wzmianka pochodzi z dokumentu wydanego przez króla Belę IV w 1249 r.
W 1271 r. Lewocza stała się głównym ośrodkiem specjalnej jednostki administracyjnej – Związku Sasów Spiskich (późniejszej Prowincji XXIV Miast Spiskich), grupującej kolonie niemieckich górników na Spiszu. Jednak miasto szybko wycofało się z tego związku, by już w 1317 stać się uprzywilejowanym wolnym miastem królewskim. Od 1321 miastu służyło prawo składu, udzielone przez króla Karola Roberta: zagraniczni kupcy musieli obowiązkowo zatrzymywać się w mieście, oferując swe towary przez 15 dni, przy czym mogli dokonywać tylko sprzedaży hurtowej – handel detaliczny zarezerwowany był tylko dla kupców miejscowych. W 1402 r. król Zygmunt Luksemburski zwolnił kupców lewockich z obowiązku składu w innych miastach w całych Węgrzech, a w 1411 r. rozszerzył lewockie prawo składu również na kupców węgierskich z innych miast. W 1419 r. zostali lewoccy kupcy zwolnieni od płacenia cła na granicach państwa – tzw. trzycatku. Wszystko to otworzyło dla lewoczan ogromne możliwości w zakresie handlu, nie tylko na Węgrzech, ale i za granicą. Tutejsi kupcy byli głównie pośrednikami w handlu pomiędzy Polską a Węgrami i krajami bałkańskimi. Do Polski wozili miedź, żelazo, antymon i inne metale, skóry, wino, suszone owoce, drogie materiały i wschodnie przyprawy. Z Polski importowali sól, ołów, sukno, płótno, chmiel czy solone ryby.
Jednocześnie rozwijało się miejscowe rzemiosło. Pracowali tu liczni kowale, płatnerze, nożownicy, złotnicy, kamieniarze, ale także rzeźnicy, szewcy, kożusznicy itd. Działały dobrze zorganizowane cechy. Pod koniec XIV w. Lewocza stała się członkiem związku pięciu wschodniosłowackich wolnych miast królewskich – Pentapolitany.
Szybki wzrost znaczenia i bogactwa miasta był skutkiem jego położenia na ważnym szlaku handlowym – na węgierskiej Via Magna, prowadzącej znad Cisy przez Szarysz i Spisz do Krakowa, nieopodal miejsca, gdzie łączyła się z nią „Wielka Droga Gemerska”, wiodąca z górniczego Gemeru. W 1494 właśnie Lewoczę wybrali na miejsce spotkania jagiellońscy władcy Polski, Litwy, Czech i Węgier. W ciągu XV w. miasto stało się bogatym ośrodkiem handlowym i utrzymało tę prosperity w ciągu XVI w., mimo katastrofalnych pożarów w 1550 i 1599. Po tym pierwszym cesarz Ferdynand Habsburg uwolnił miasto na 10 lat od wszelkich podatków i ciężarów.
Miasto dorobiło się wielu kościołów, trzech aptek, szkoły i drukarni (od 1624 r.). W XVI w. działało tu ponad 40 cechów rzemieślniczych. Kupcy i bogaci rzemieślnicy, tworzący patrycjat miejski, posiadali wystawne domy przy rynku i sąsiednich ulicach. Drobniejsi handlarze i rzemieślnicy, czeladnicy, rolnicy zamieszkiwali w domkach zgrupowanych w południowej i północnej części miasta. W sumie w 1555 r. w Lewoczy było 536 domów i ok. 3500 mieszkańców, dzięki czemu uchodziła ona za duże miasto. Jego zróżnicowanie społeczne było znaczne. W 1542 r. czwartą część całego opodatkowanego majątku posiadali dwaj obywatele miasta. Dalsza połowa całości należała do 25 mieszczan. Ostatnią ćwiercią majętności dzieliła się reszta, tj. 96% mieszkańców, płacących podatki. Pozostałe 4/5 stanowili członkowie rodzin, służba, biedota miejska itd. Szlachty w Lewoczy nie było, bo zgodnie ze statusem miasta nie mogła ona posiadać w nim nieruchomości.

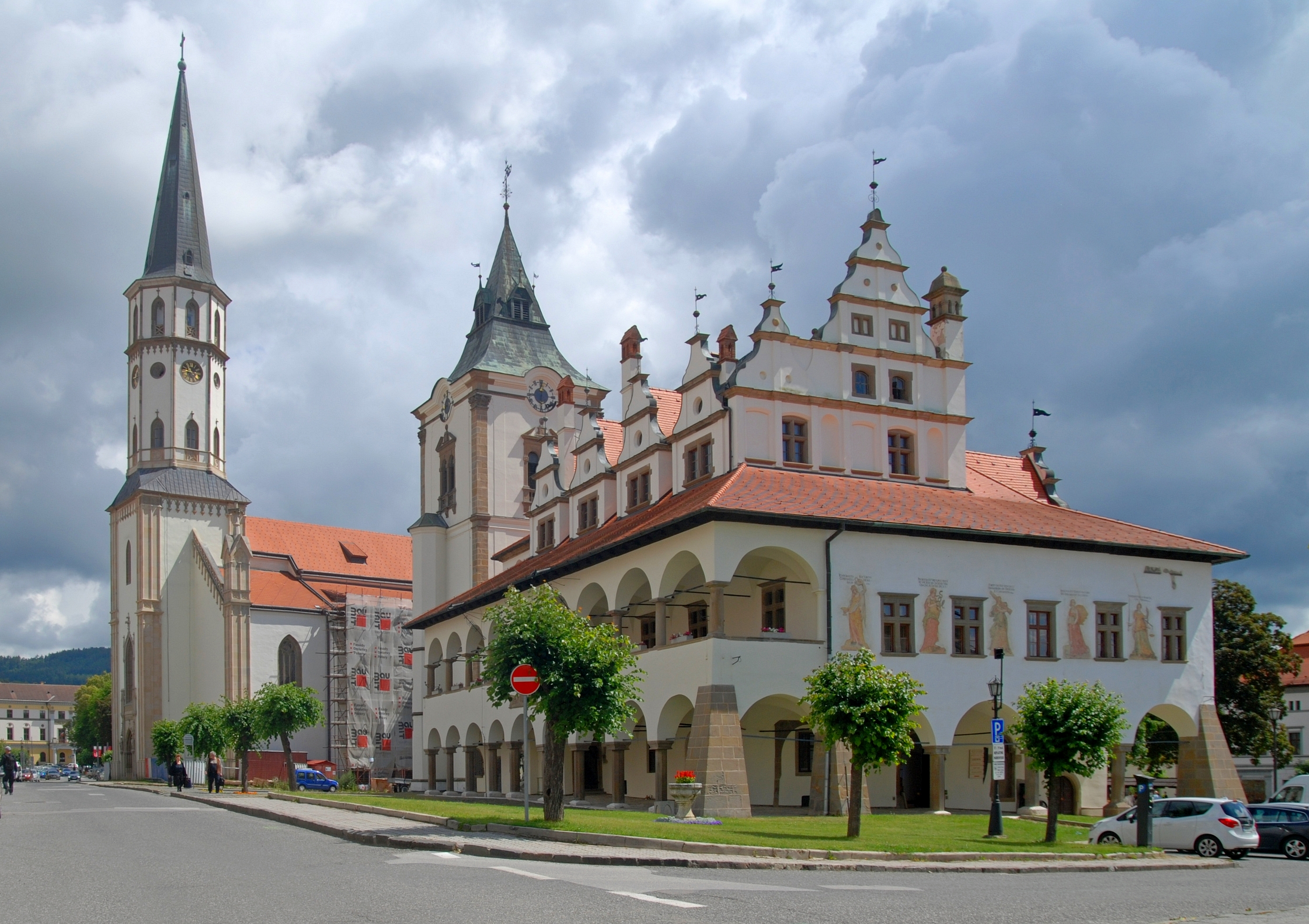
Ratusz
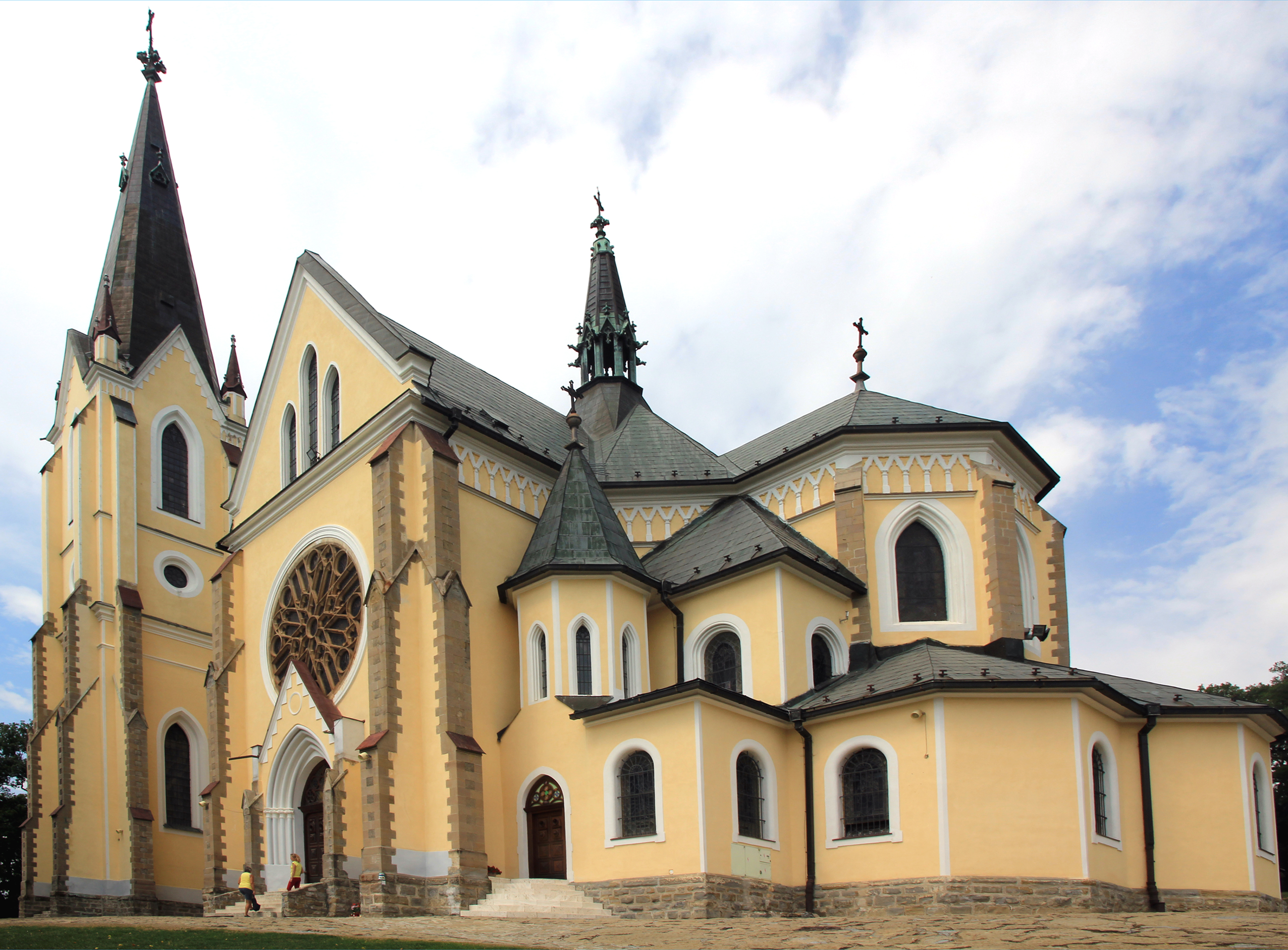
Bazylika mariańska
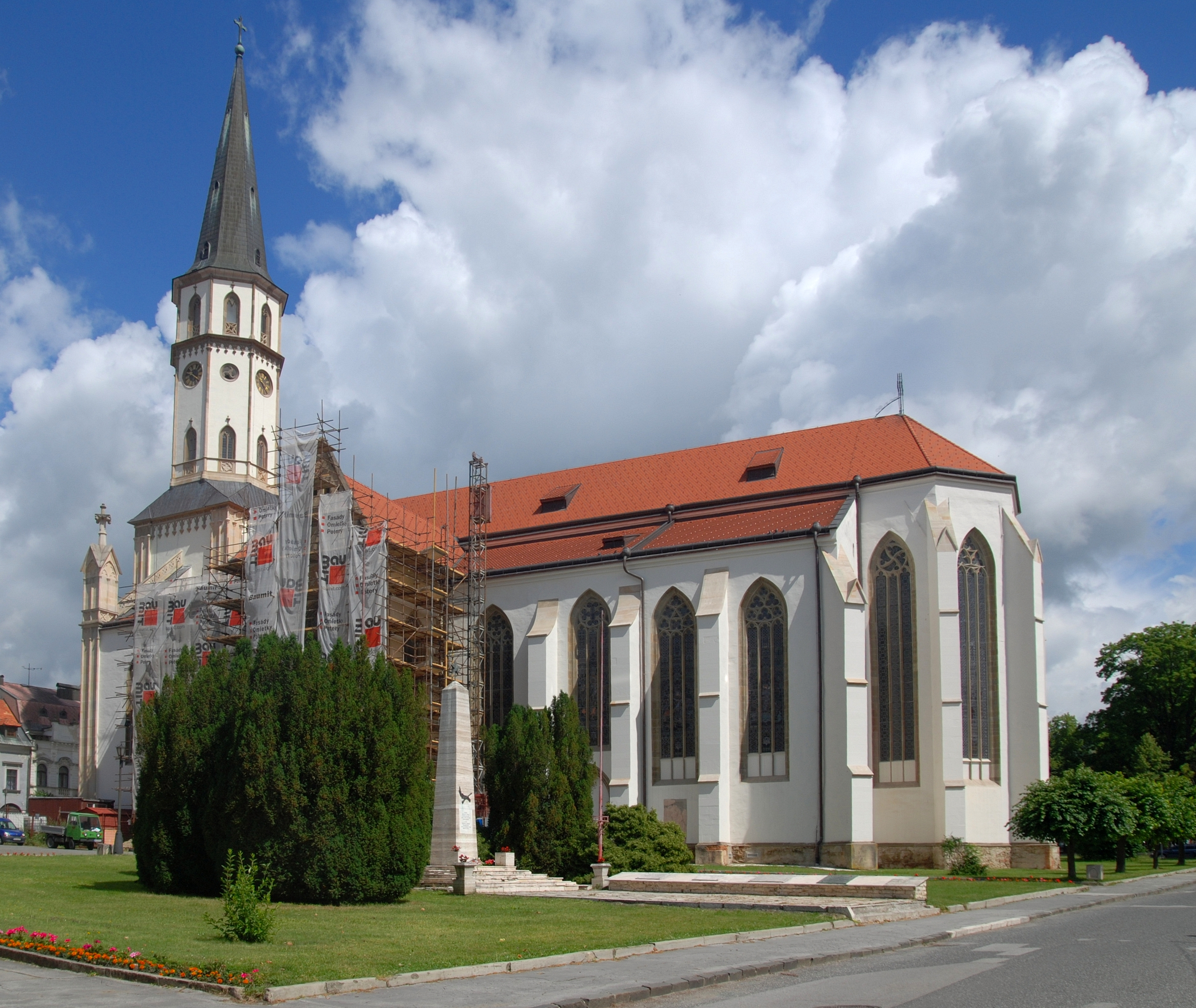
Kościół św. Jakuba

Dobrobytu miasta nie podkopały najazdy husyckie w XV wieku, ponadstuletni (1435–1558) konflikt z pobliskim Kieżmarkiem o prawo składu, w którym musiał interweniować sam król Ferdynand I Habsburg, ani nawet najazd turecki i wywołane nim zubożenie Węgier. Uległy jednak zmianie trasy szlaków handlowych – Via Magna straciła na znaczeniu. W epoce powstań antyhabsburskich w XVII i początkach XVIII w., gdy przez miasto wielokrotnie przewalały się najróżniejsze oddziały wojsk, obciążające je kontrybucjami i rekwizycjami, rozpoczął się okres stagnacji w procesie jego rozwoju. Szczególnie dolegliwe było długotrwałe oblężenie miasta przez wojska cesarskie w 1710 r., w końcowym okresie powstania Franciszka Rakoczego, oraz szalejąca w następnym roku zaraza. Tym niemniej i w tym okresie przez Lewoczę przechodziła znaczna część handlu między Węgrami a Polską. W drugiej połowie XVII w. w tutejszej drukarni Brewerów, założonej w 1625 r., wychodzi już połowa wszystkich książek drukowanych na obszarze dzisiejszej Słowacji.
W tym też czasie anonimowy autor "Węgierskiego Simplicissimusa" tak pisał o Lewoczy: Jest to dość duże miasto, sławne z dorocznych targów we wrześniu, kiedy przywozi się tu wiele winogron. Często zjawia się z sześćdziesiąt do stu chłopa z Górnych Węgier z szafranem na sprzedaż, który w tej okolicy jest niedrogi. Mieszkańcami są Niemcy i Słowacy wyznania luterańskiego. (...) Miastem rządzi prawo niemieckie, przeto magistrat chodzi na ratusz i do kościoła w niemieckich płaszczach, trzewikach i kapeluszach. Okoliczne słowackie wsie przynoszą na targ wszelkie dobra. Jarmark odwiedzają też Grecy z Turcji przywożąc tam wiele pięknych, dobrych tureckich towarów. (...) Do Kieżmarku stąd dwie mile drogi. Góry Karpackie widać z ulic i z okien.
Dopiero w drugiej połowie XVII w. w mieście zaczyna się osiedlać bogata szlachta – jako pierwszemu miasto pozwoliło kupić dom Janowi Mariassy’emu w 1654 r. Jako wolne miasto królewskie Lewocza nigdy nie podlegała ziemskiej jednostce administracyjnej – żupie spiskiej. Dopiero w końcu XVII w. ta instytucja zakupiła w mieście jeden dom mieszczański na własny użytek. Miasto staje się centrum żupy spiskiej, która tu odbywa swe kongregacje, a na początku XIX w. buduje tu swą reprezentacyjną siedzibę. Z czasem Lewocza zmienia się w miasto szkół i urzędów.
W XVI i XVII w. Lewocza była najważniejszym ośrodkiem ewangelicyzmu na ziemiach słowackich, jednak za czasów habsburskich doszło do niemal całkowitej rekatolicyzacji Lewoczy i całego Spisza. Miasto, które początkowo miało charakter czysto niemiecki, po wiekach uległo slawizacji do tego stopnia, że w latach czterdziestych XIX w. powstał tu ważny ośrodek narodowego ruchu słowackiego. Zostało tu m.in. założone znane później liceum ewangelickie, do którego przeszło w 1844 r. (na znak protestu po usunięciu Ľudovíta Štúra ze stanowiska w Bratysławie) trzynastu jego bratysławskich uczniów z Janem Franciscim na czele. Powstała wówczas pieśń Nad Tatrou sa blýska, która została później przyjęta jako hymn państwowy Słowacji (do dziś). Pierwsze wykonanie pieśni miało miejsce podczas wiecu właśnie w murach lewockiego liceum. Wyszło stąd wielu pisarzy i poetów z pokolenia szturowców, jak np. Ján Botto, Janko Čajak, Pavol Dobšinský, Mikuláš Dohnány czy Peter Kellner – Hostinský. Ze szkołą tą, środowiskiem szturowców i Lewoczą w ogóle związanych było i wcześniej i później jeszcze wiele innych postaci, znaczących dla dziejów Słowacji i jej kultury narodowej, jak Peter Michal Bohúň, Ján Chalupka, Ján Kalinčiak, Janko Kráľ, Ľudovít Kubáni, Albert Škarvan, Vavro Šrobár i inni.
Przeprowadzona w 1871 r. linia Kolei Koszycko-Bogumińskiej ominęła Lewoczę, co wówczas zmniejszyło znaczenie miasta i tempo jego rozwoju. Nie powstał tu żaden poważniejszy zakład przemysłowy. Boczną linię kolejową ze Spiskiej Nowej Wsi doprowadzono tu dopiero w 1892 r. Paradoksalnie, z dzisiejszego punktu widzenia, Lewocza dzięki temu zyskała, ponieważ został zachowany nietknięty zespół urbanistyczny starego miasta. W latach 1884–1891 Lewocza była siedzibą (drugą z kolei po Kieżmarku) Węgierskiego Towarzystwa Karpackiego. W 1910 miasto liczyło 7,5 tys. mieszkańców, z czego: 3,1 tys. Słowaków, 2,4 tys. Węgrów, 1,4 tys. Niemców, 0,2 tys. Rusinów i 0,2 tys. Rumunów. Do 1923 Lewocza była ośrodkiem administracyjnym komitatu (żupy) spiskiego.
Z XX-wiecznej historii należy wspomnieć bunt miejscowego garnizonu wojskowego przeciwko udziałowi Słowacji w hitlerowskiej napaści na Polskę we wrześniu 1939 r. Pod koniec II wojny światowej większość lewockich (i w ogóle spiskich) Niemców uciekła na zachód przed Armią Czerwoną, która zajęła miasto 21 stycznia 1945.
W 1949 r. Lewocza przestała być siedzibą sądu wojewódzkiego, a w 1960 r. nawet siedzibą powiatu. Przez następne trzy dziesięciolecia była sennym miasteczkiem, odwiedzanym jedynie przez miłośników jej zabytków. Zmiany nastąpiły dopiero w ostatnim dziesięcioleciu XX w., kiedy zabytki te zaczęły być właściwie promowane, a całe miasto – remontowane i przygotowywane do pełnienia funkcji ważnego ośrodka turystycznego. W 1998 odbyło się tu spotkanie prezydentów 11 państw środkowej Europy. W 2009 roku zabytki Lewoczy zostały wpisane na listę światowego dziedzictwa UNESCO jako rozszerzenie wpisu, obejmującego m.in. Zamek Spiski.

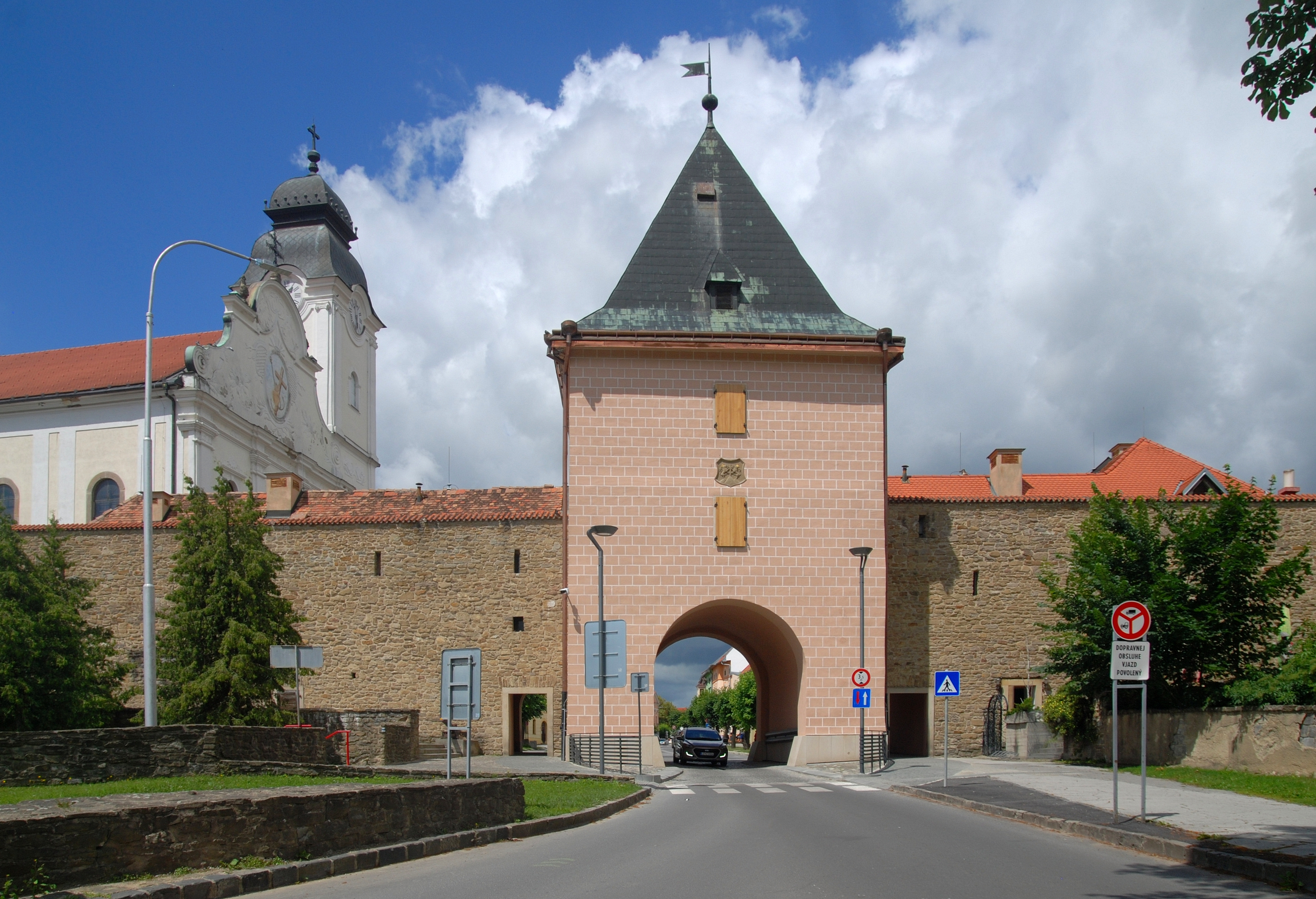
Mury miejskie, Brama Koszycka
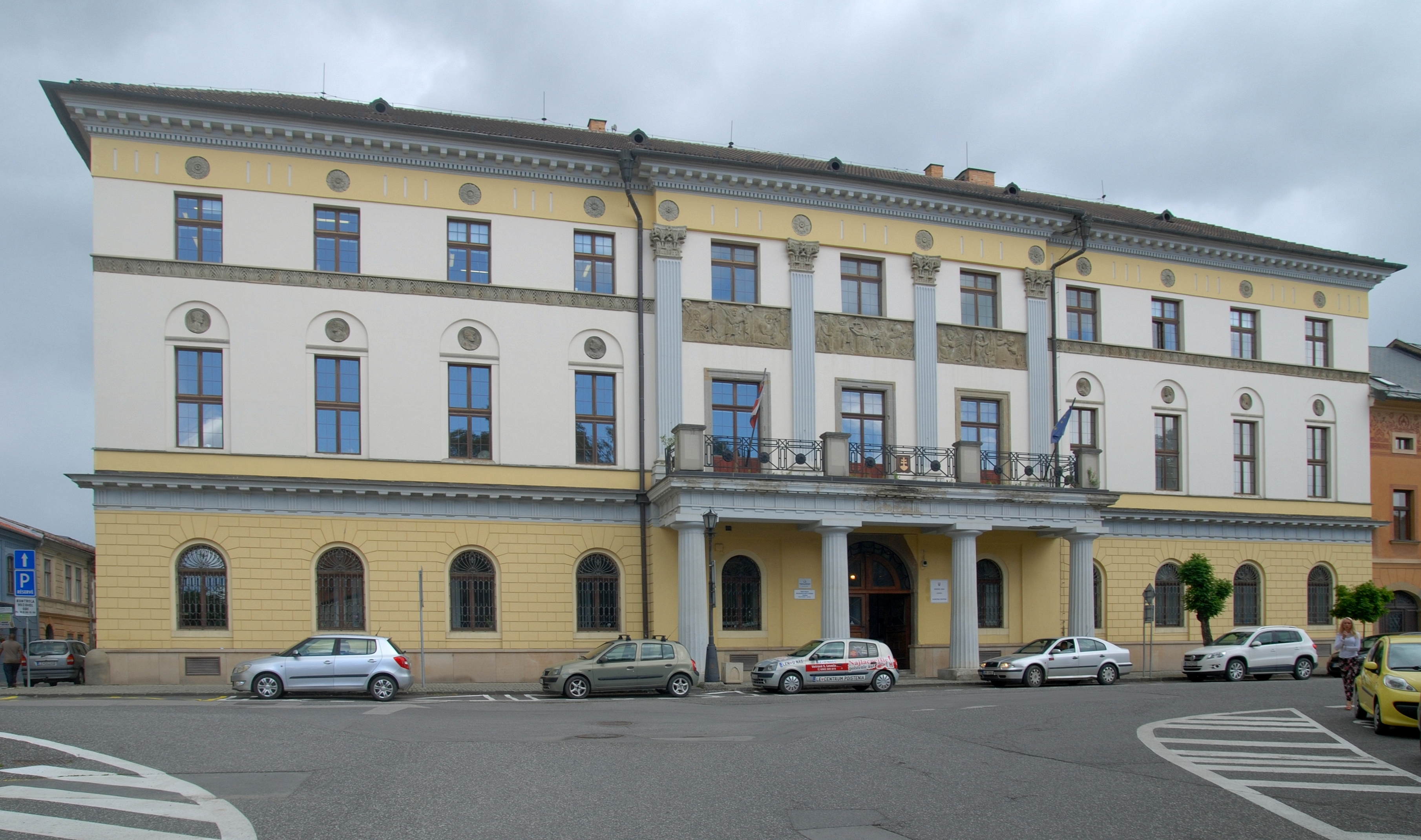
Wielki Dom Żupny
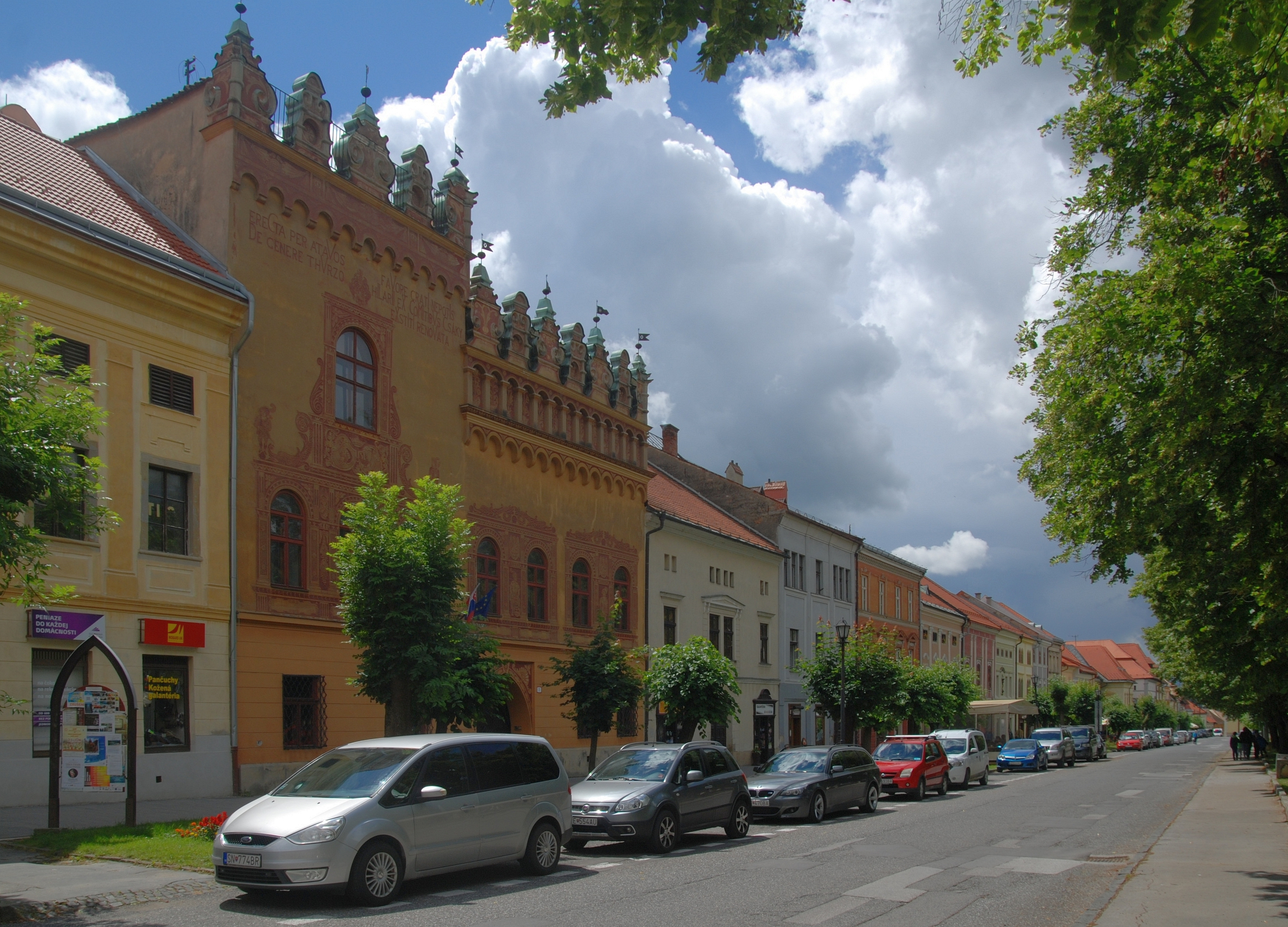
Renesansowy dom Thurzonów przy placu Mistrza Pawła

## Zabytki
Lewocza obfituje w zabytki. W całości jest zachowane jej stare miasto na planie nieregularnego owalu, otoczone murami obronnymi. Zwraca uwagę dobrze zachowana siatka ulic z wielkim, prostokątnym rynkiem o stosunku długości boków 3:1 – jednym z większych w tej części Europy (dziś główny Plac Mistrza Pawła, słow. Námestie Majstra Pavla). Najcenniejsze zabytki miasta przedstawiono poniżej.
- Gotycki kościół farny pw. świętego Jakuba w centrum rynku. Trójnawowy. Po katedrze koszyckiej jest to drugi co do wielkości kościół gotycki na Słowacji (dł. 49,5 m, szer. 27,4 m, wys. wieży 60,7 m).
- Ratusz, pierwotnie gotycki, z końca XV w., w postaci obecnej późnorenesansowy z XVI/XVII w. Powszechnie uznawany za symbol miasta.
- Pręgierz przy ratuszu – kuta „klatka hańby” z 1600 r. Pierwotnie stał na miejscu dzisiejszego kościoła ewangelickiego. Później był własnością rodziny Probstnerów, którzy ponownie darowali go miastu w 1933 r. Od tego czasu na obecnym miejscu.
- Kamienice mieszczańskie. W otoczeniu rynku – ok. 60 domów, należących niegdyś do bogatych kupców. Z reguły trzytraktowe, pierwotnie jednokondygnacyjne, przebudowane (z dodaniem 2 i ewentualnie 3 kondygnacji) w XVI i XVII w., zachowały wiele detali gotyckich z XIV i XV w. (m.in. portale). Wśród nich najładniejsza jest kamienica Turzonów pod nr. 7, z renesansową attyką i bogatą dekoracją sgraffitową na froncie. Poza tym wyróżniają się w zabudowie pierzei zachodniej rynku kamienica Spillenbergów, kamienica Krupków, kamienica Máriássych i kamienica Hainów (dawne liceum ewangelickie). W pierzei wschodniej wyróżniają się kamienica Mistrza Pawła (obecnie siedziba muzeum) oraz kamienica Brewerów. Poza rynkiem wznosi się ok. 200 kolejnych domów, często w złym stanie, częściowo całkowicie zrekonstruowanych (poczynając od ok. połowy lat 90. XX w.), w tym oryginalne małe domki dawnej biedoty lewockiej przy ulicach Małej, Różowej i Žiackiej.
- Stary kościół minorytów, tzw. gimnazjalny, koło Polskiej Bramy. Architektura gotycka, z I połowy XIV w., wyposażenie barokowe z wieku XVII.

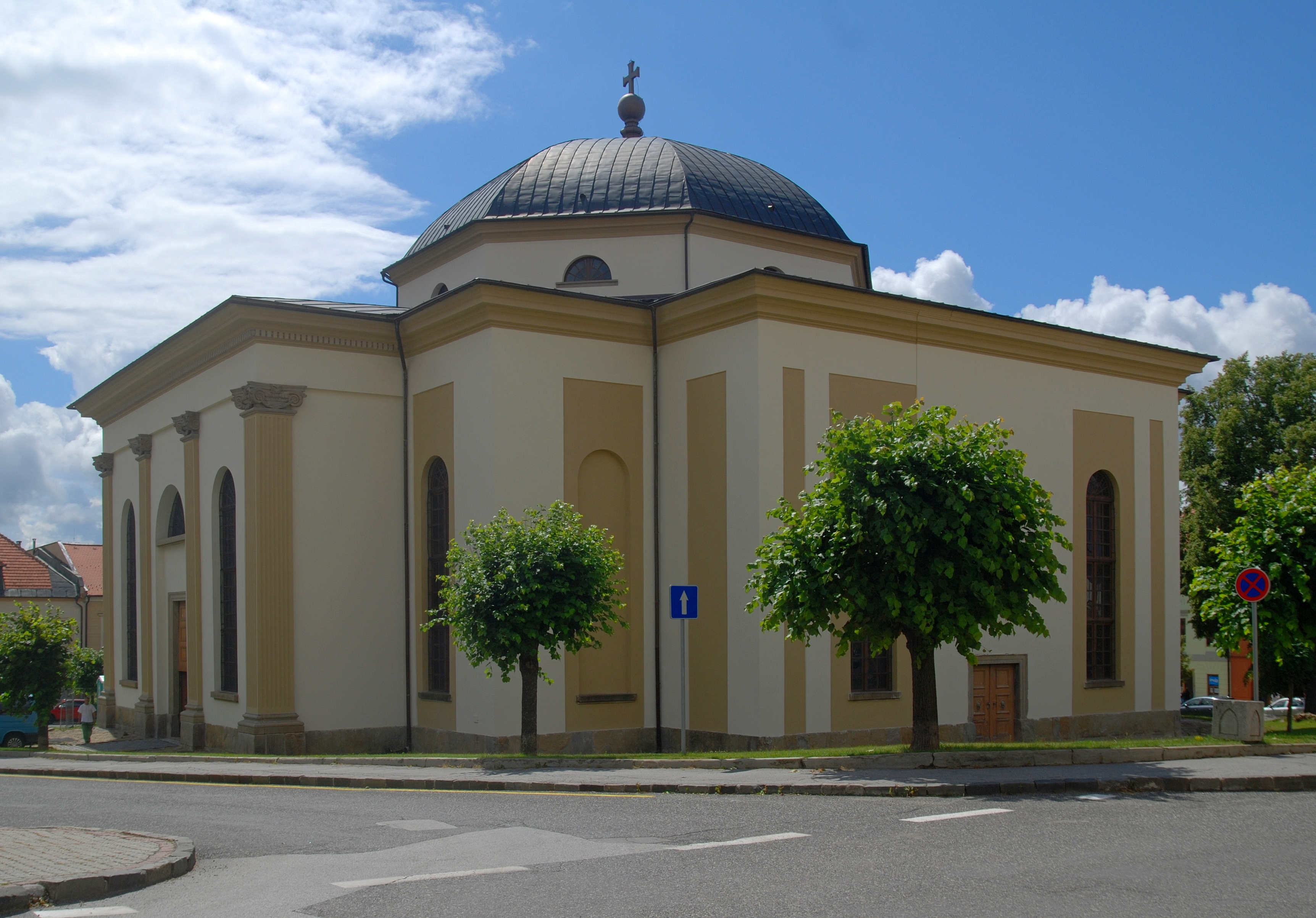
Kościół ewangelicki
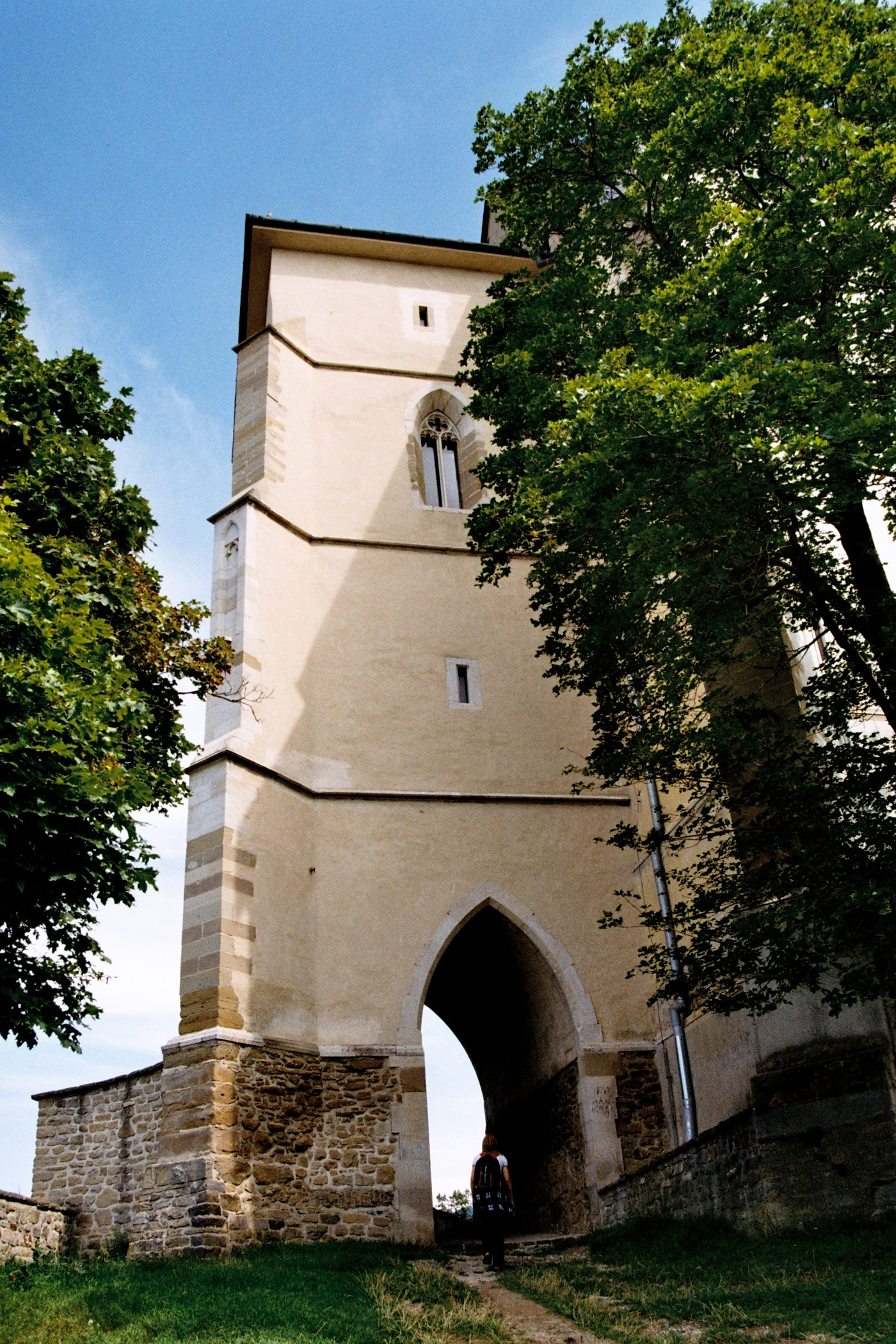
Brama Polska w pasie murów miejskich
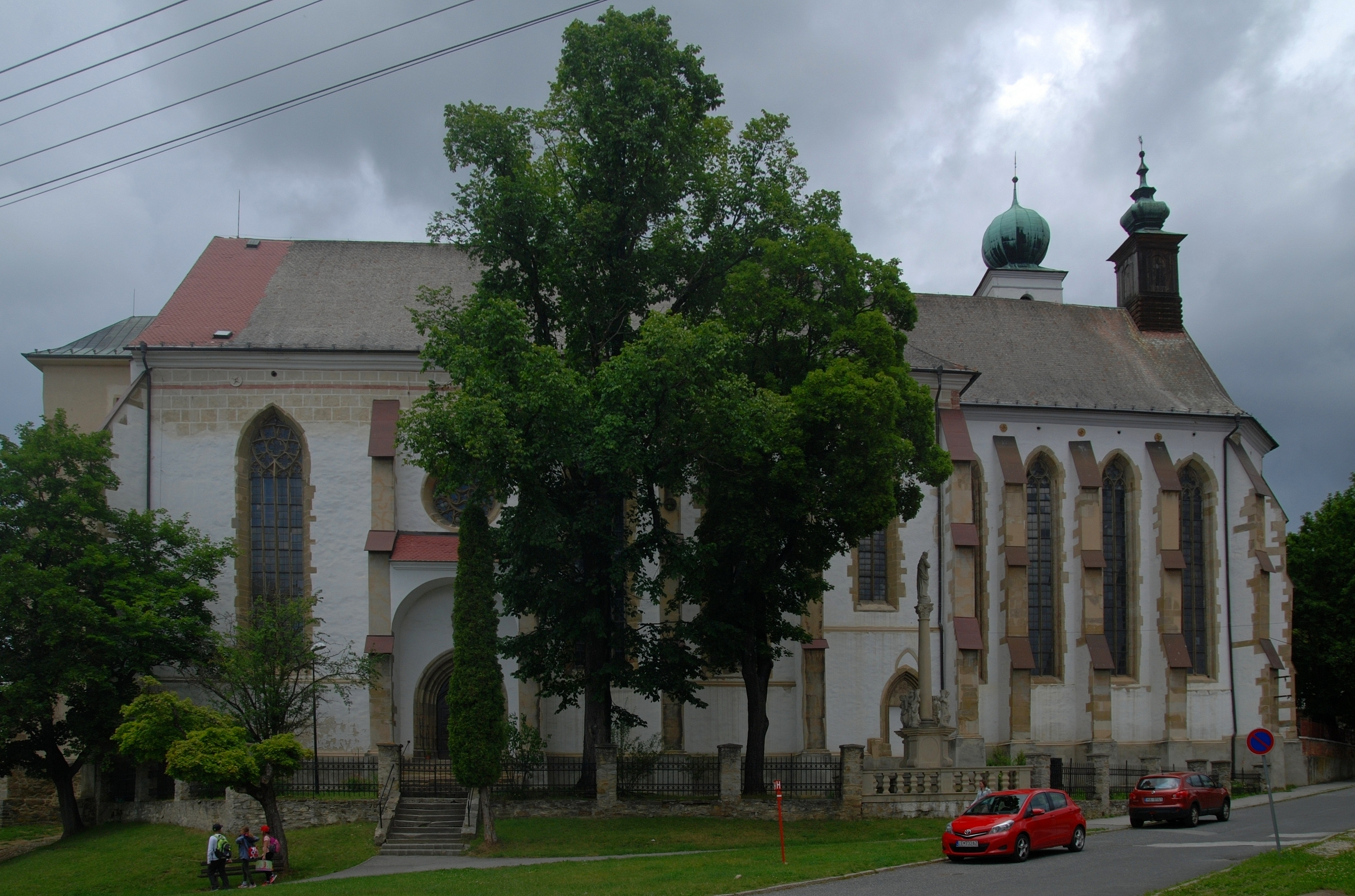
Kościół gimnazjalny

- Nowy kościół i klasztor minorytów przy ulicy Koszyckiej, tuż przy Koszyckiej Bramie. Barokowy, z połowy XVIII w.
- Dawny konwikt jezuitów, pierwotnie barokowy, przekształcony, obecnie siedziba Instytutu Juraja Páleša Wydziału Pedagogicznego Uniwersytetu Katolickiego w Rużomberku.
- Kościół ewangelicki w południowej części rynku, klasycystyczny, z lat 1825–1837.
- Mały Dom Żupny przy rynku, renesansowy, przebudowany, pierwsza siedziba żupy spiskiej.
- Wielki Dom Żupny przy rynku, do 1923 r. siedziba żupy spiskiej. Zbudowany w latach 1806–1826, klasycystyczny, uważany był za najpiękniejszą siedzibę żupy na całych dawnych Węgrzech.
- Znaczne fragmenty murów obronnych z XIV–XVIII, liczących pierwotnie blisko 2,5 km długości (w dużej części restaurowane lub rekonstruowane), z sześcioma basztami i trzema bramami: Koszycką, Menhardzką i Polską.

Na wzgórzu, 2 km na północ od centrum Lewoczy, znajduje się sanktuarium maryjne Mariánska hora – najpopularniejszy cel pielgrzymek słowackich katolików. 3 lipca 1995 Jan Paweł II celebrował tam mszę dla 650 tysięcy wiernych.

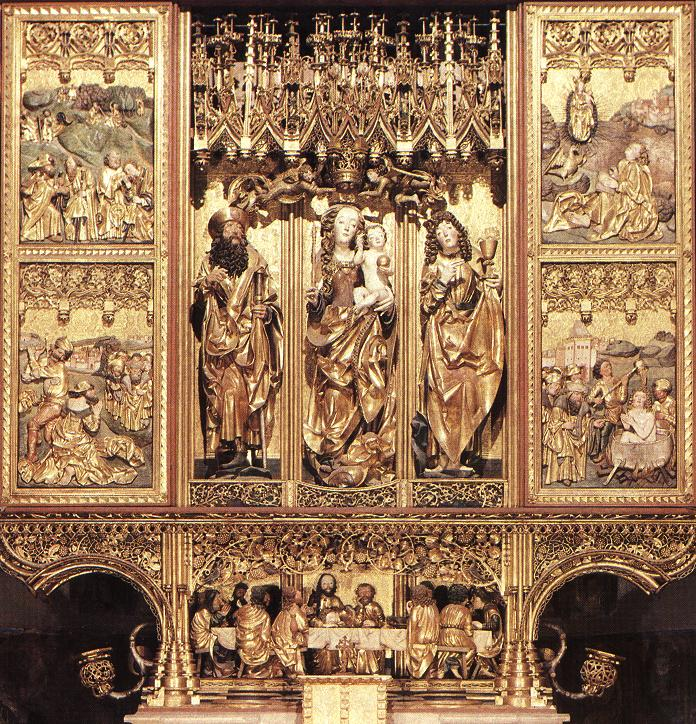
Ołtarz Mistrza Pawła w kościele św. Jakuba
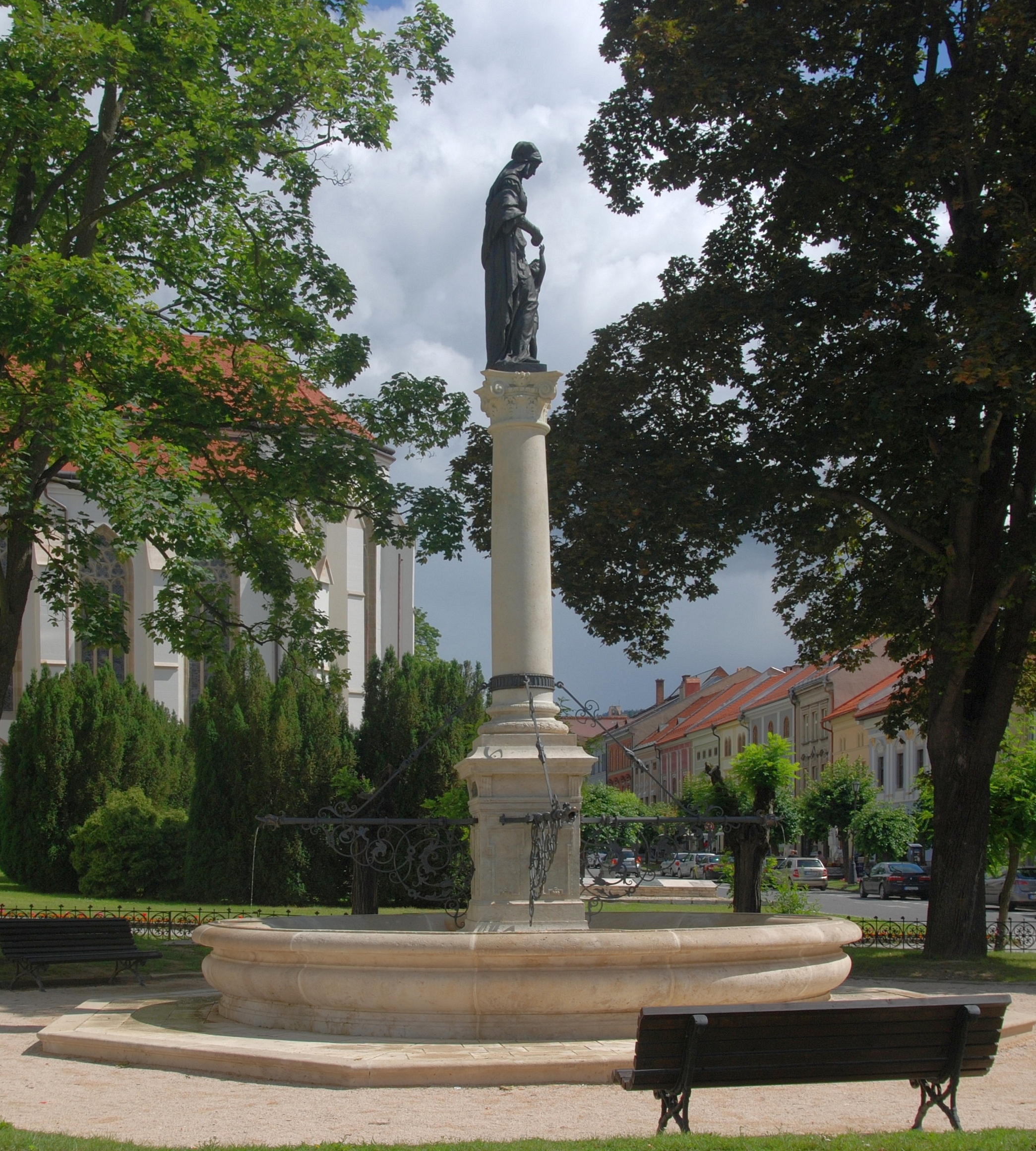
Kolumna św. Elżbiety
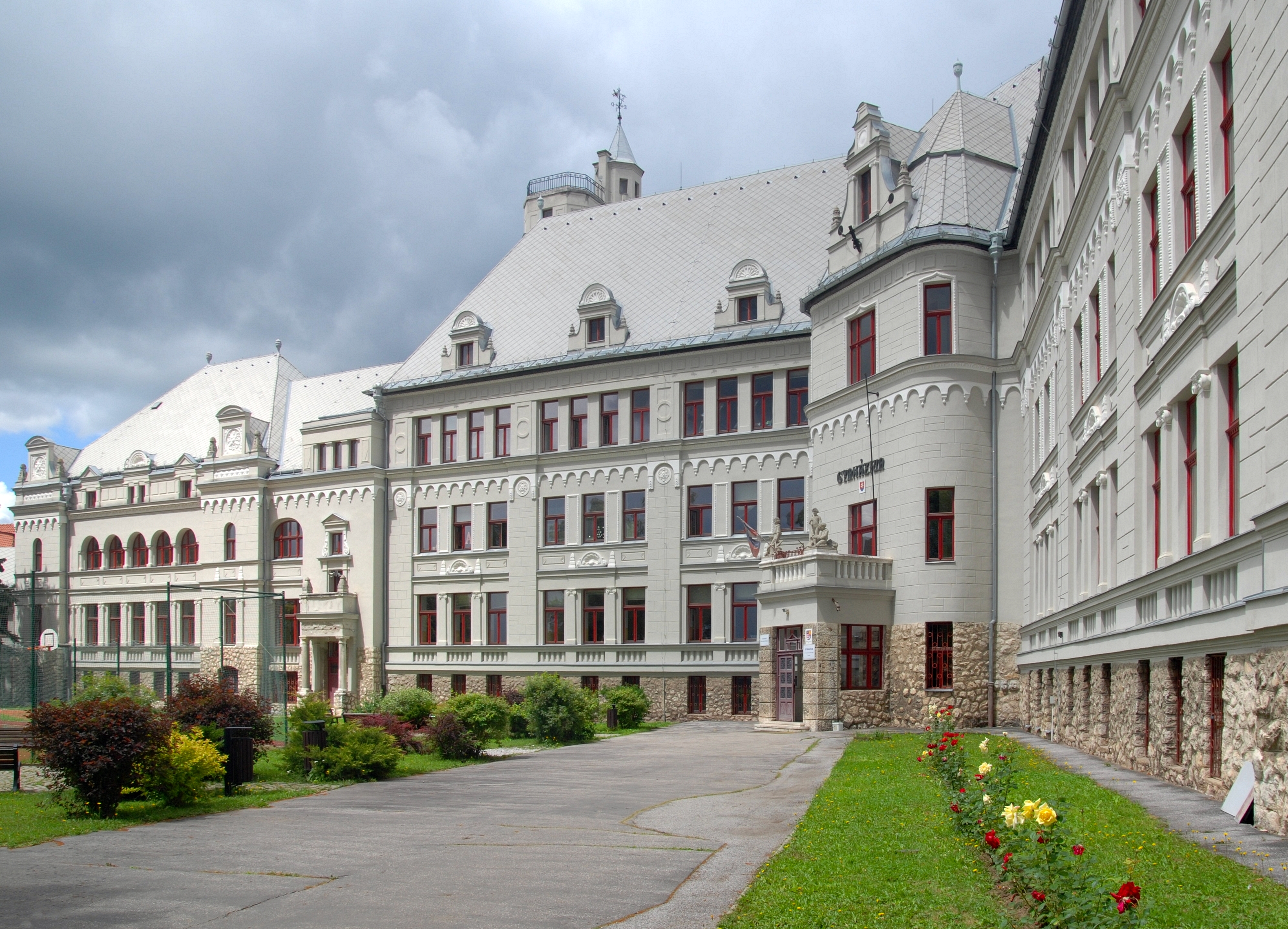
Gimnazjum

## Ludzie związani z Lewoczą
- Leonard Coxe (ok. 1495 – ok. 1549) – wybitny humanista, w latach 1520-1521 rektor lewockiej szkoły[12];
- Wilhelm Forberger (1848–1928) – malarz, grafik, fotograf, wieloletni nauczyciel rysunku w miejscowym gimnazjum, działacz turystyczny, autor widoków Tatr i Spiszu;
- Friedrich David Fuchs (1799–1874) – urodzony w Lewoczy geodeta, leśnik, przedsiębiorca górniczo-hutniczy, działacz turystyczny, znawca Tatr;
- Samuel Genersich (1768–1844) – lekarz i botanik, wieloletni lekarz miejski, znawca flory Spiszu i Tatr;
- Viktor Greschik (1862–1946) – urodzony w Lewoczy, długoletni nauczyciel i dyrektor miejscowej szkoły, przyrodnik, historyk, redaktor;
- Karl Kolbenheyer (1841–1901) – nauczyciel miejscowej szkoły, przyrodnik, turysta górski, badacz Tatr;
- Jozef Neuschl-Faragó (1821-1895) - rzeźbiarz i rysownik, od 1853 mieszkał w Lewoczy, autor portretów i nagrobków tutejszych mieszczan;
- Mistrz Paweł z Lewoczy (ok. 1470 – ok. 1540) – wybitny rzeźbiarz i malarz, przez większość okresu twórczego związany z Lewoczą, autor słynnego ołtarza głównego w miejscowym kościele św. Jakuba;
- Jenő Uhlyárik (1893–1974) – urodzony w Lewoczy węgierski szermierz, medalista olimpijski;
- David Spilenberger (1627–1684) – urodzony w Lewoczy, syn Samuela, długoletni miejski lekarz, lewocki wójt;
- Samuel Spilenberger (1572–1655) – urodzony w Lewoczy, długoletni miejski lekarz i aptekarz.

## Miasta partnerskie
- Kalwaria Zebrzydowska
- Keszthely
- Łańcut
- Stary Sącz